# Таишево (Гафурийский район)
Таишево (баш. Тайыш) — деревня в Гафурийском районе Башкортостана, входит в состав Имендяшевского сельсовета.

## Название
Название связано с именем Таиша Иткинина.

## Население
| 2002 | 2009 | 2010 |
| ---- | ---- | ---- |
| 194  | ↗212 | ↘176 |

Согласно переписи 2002 года, преобладающая национальность — башкиры (99 %).

## Географическое положение
Находится на правом берегу реки Зилим.
Расстояние до:
- районного центра (Красноусольский): 56 км,
- центра сельсовета (Карагаево): 6 км,
- ближайшей ж/д станции (Белое Озеро): 57 км.

## Фотогалерея

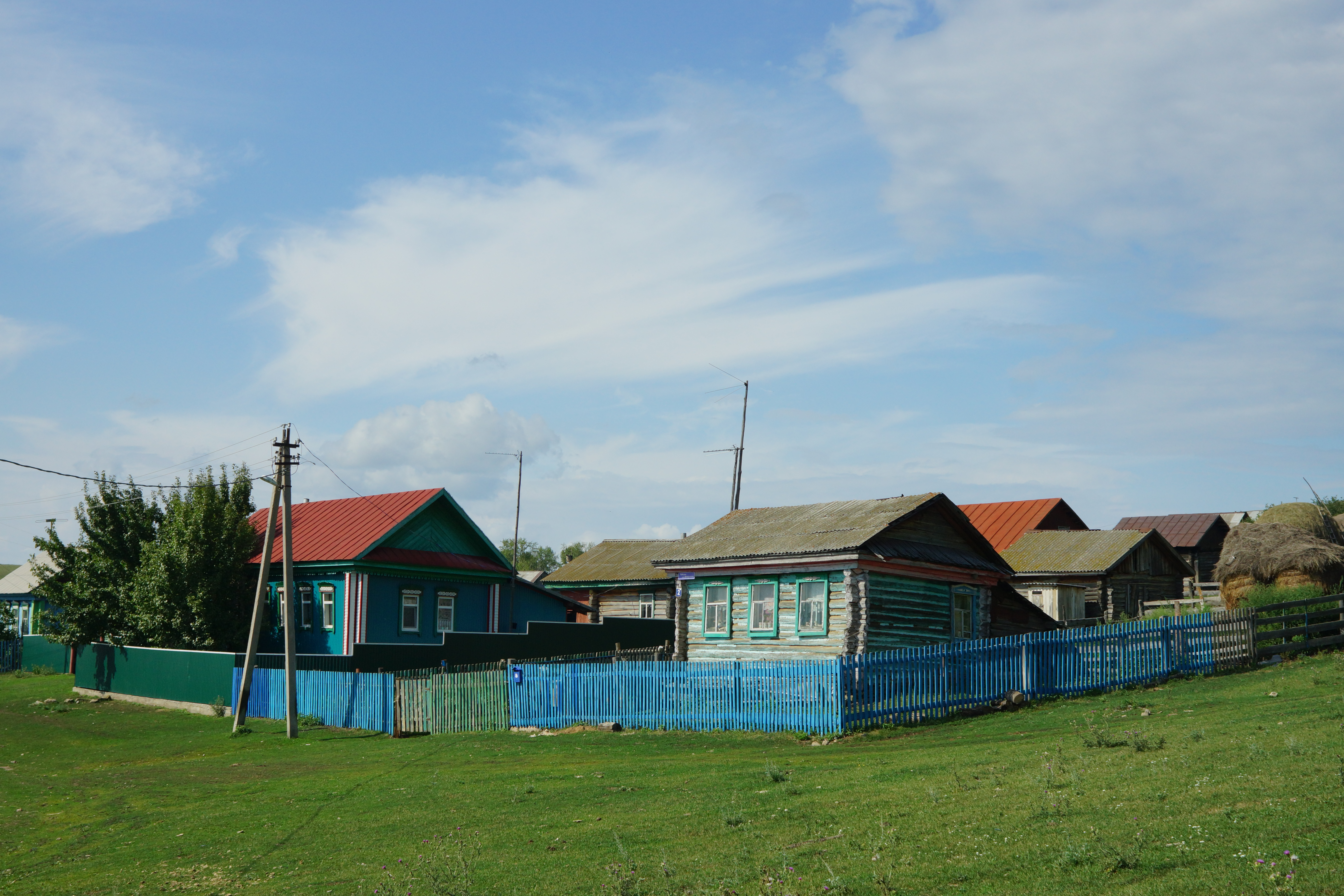
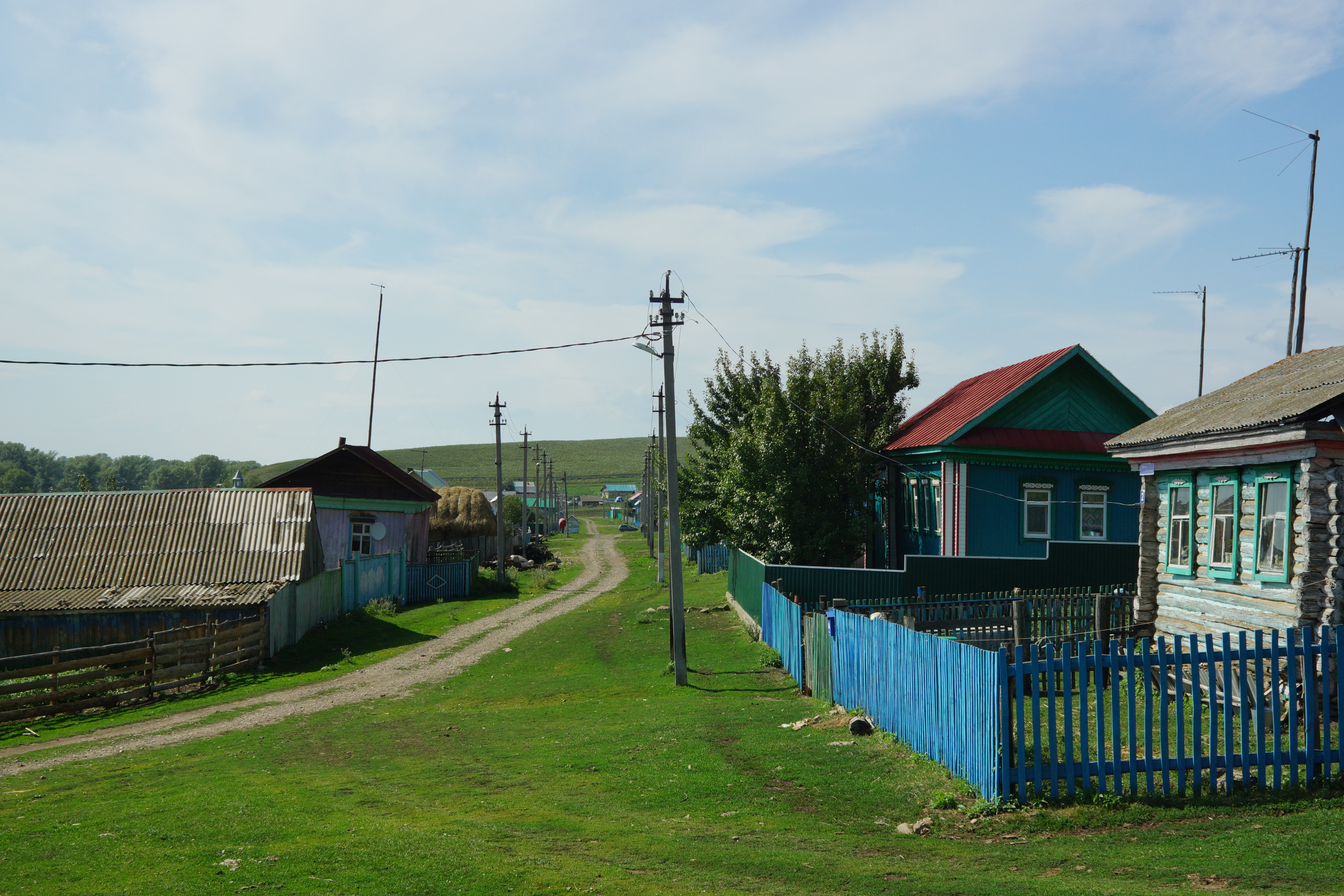
Ул. Центральная
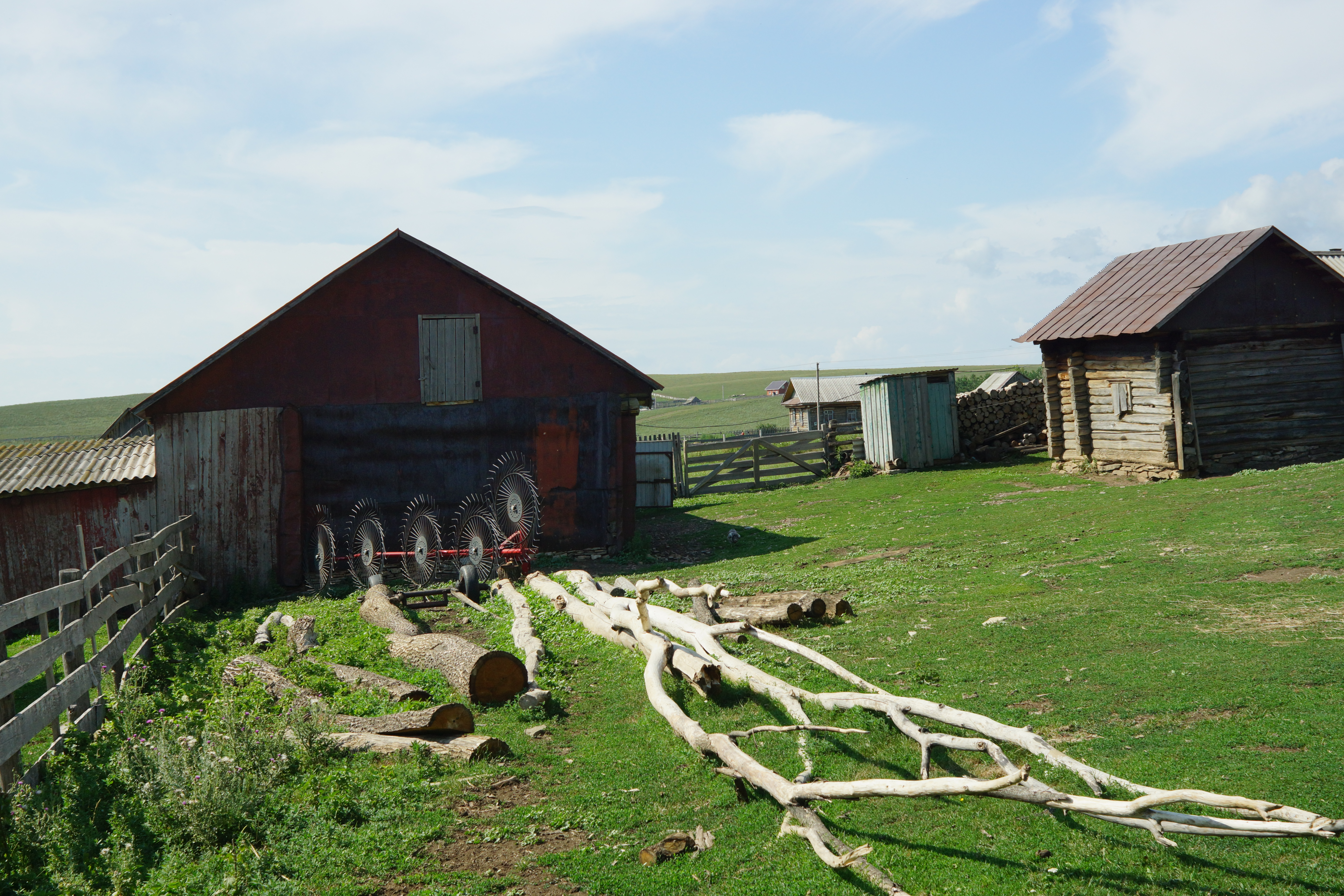